# Якибов, Урумбек
Урумбе́к Яки́бов (27 апреля [10 мая] 1917 года — 8 марта 1989 года) — участник Великой Отечественной войны, командир расчёта миномётной роты 248-го стрелкового полка 31-й стрелковой дивизии 46-й армии Степного фронта, Герой Советского Союза (1944).

## Биография
Родился 10 мая 1917 года в кишлаке Яхтан, ныне Ганчинского района Согдийской области Республики Таджикистан, в семье крестьянина. По национальности узбек.
Член КПСС с августа 1943 года. Окончил 5 классов. Работал шофёром в колхозе.
В Красную Армию призван в 1939 году Ура-Тюбинским РВК.

### Великая Отечественная война
С октября 1941 года — на фронте. Командир расчёта миномётной роты 248-го стрелкового полка (31-я стрелковая дивизия, 46-я армия, Степной фронт). За бои в предгорьях Кавказа и на Кубани награждён медалью «За отвагу».

### Подвиг
Из наградного листа:

«Во время прорыва обороны противника в районе села Дудковка Харьковской обл. 26 августа 1943 года т. Якибов со своим расчётом уничтожил до 20 солдат и офицеров противника и подавил две огневые точки. … В ночь с 26 на 27 сентября 1943 года т. Якибов со своим расчётом на одной из первых лодок форсировал р. Днепр в районе села Сошиновка. Сразу уставив миномёт т. Якибов начал уничтожать живую силу и технику противника…
… Находясь в полку с 1932 года и действуя в его составе на фронте с октября 1941 года т. Якибов сохранил свой миномёт, сделав из него с начала боевых действий полка более 8 тысяч выстрелов».

Указом Президиума Верховного Совета СССР от 22 февраля 1944 года за образцовое выполнение боевых заданий Командования на фронте борьбы с немецкими захватчиками и проявленные при этом отвагу и геройство сержанту Урумбеку Якибову присвоено звание Героя Советского Союза с вручением ордена Ленина и медали «Золотая Звезда» (№ 2574).
В 1944 году окончил курсы младших лейтенантов.

### Послевоенное время
После войны лейтенант Якибов — в запасе. Жил в городе Душанбе. Окончил Высшую партийную школу. Работал директором стеклотарного завода в Ленинабаде, директором угольной базы Госснаба Таджикской ССР.

### Интересные факты
Урумбек Якубов — двоюродный дядя президента Узбекистана Шавката Мирзиёева.

## Награды
- Медаль «Золотая Звезда» Героя Советского Союза (22.02.1944, № 2574)[4][6];
- орден Ленина (22.02.1944);
- орден Отечественной войны I степени;
- орден Знак Почёта[7]
- орден Красной Звезды (12.04.1945)[8];
- медаль «За отвагу» (19.07.1943)[9];
- другие медали.